# Alan West, Baron West of Spithead

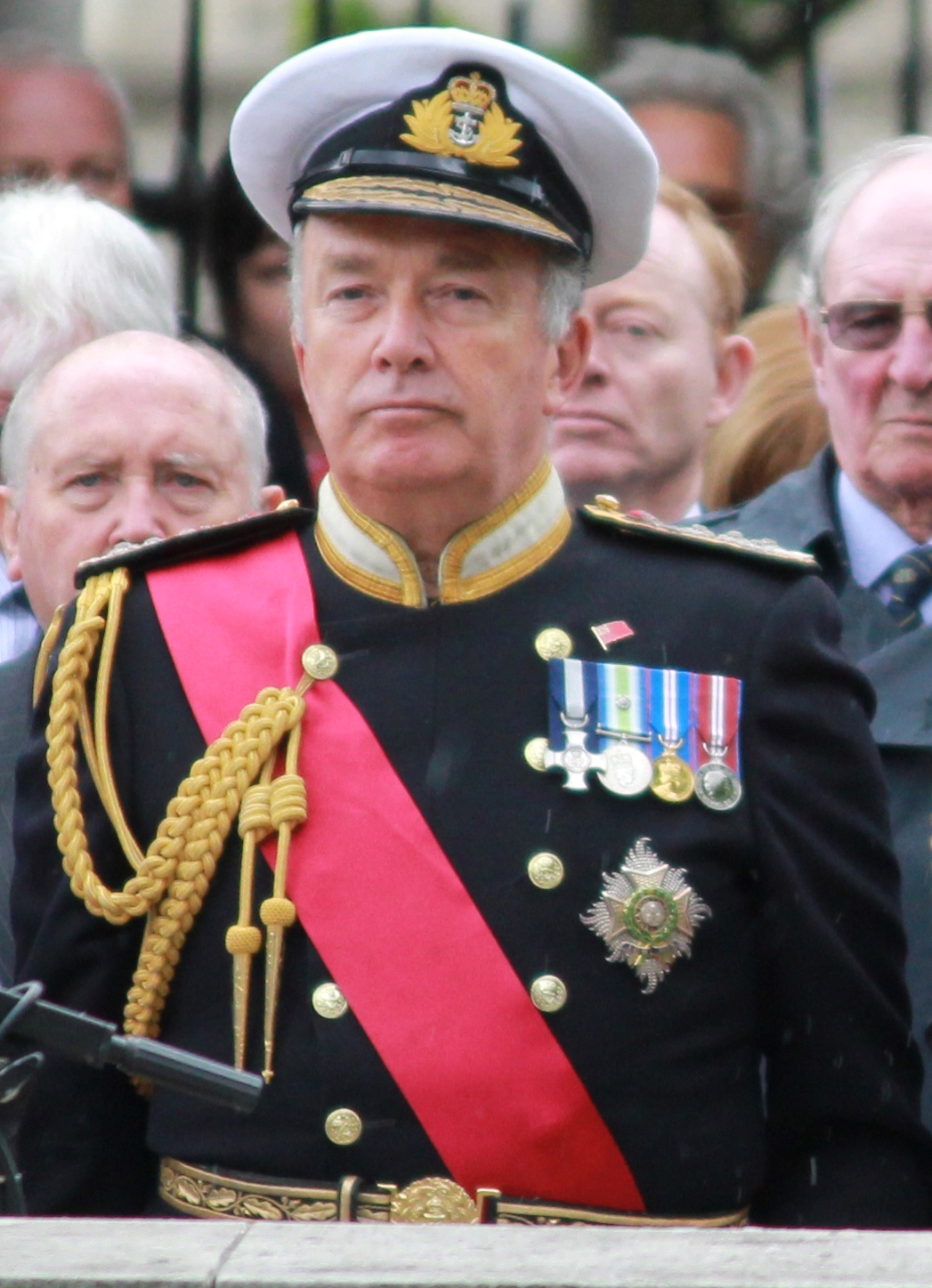
Alan West, Baron West of Spithead

Alan William John West, Baron West of Spithead GCB DSC PC (* 21. April 1948 in Metropolitan Borough of Lambeth, London) ist ein ehemaliger britischer Admiral der Royal Navy und Politiker der Labour Party, der zuletzt von 2002 bis 2006 Erster Seelord war und seit 2007 als Life Peer Mitglied des House of Lords ist.

## Leben

### Militärische Laufbahn

#### Aufstieg zum Kapitän zur See
Nach dem Besuch der Windsor Grammar School sowie der Clydebank High School trat er 1965 in die Royal Navy ein und fand nach Beendigung der Ausbildung zum Offizier am Britannia Royal Naval College (BRNC) in Dartmouth Verwendung als Seeoffizier auf zahlreichen Marineschiffen wie dem Flugzeugträger HMS Albion während des Biafra-Krieges und der U-Jagd-Fregatte HMS Whitby. Nachdem er Kommandant der HMS Yarnton in Hongkong war, war er als Operationsoffizier auf zwei Fregatten sowie einem Zerstörer tätig und absolvierte zahlreiche Kurse im Rahmen der weiteren Offiziersausbildung.
1980 erfolgte seine Beförderung zum Fregattenkapitän sowie die Ernennung zum Kommandanten der Fregatte Ardent. Diese kommandierte er auch während des Falklandkrieges, ehe die Fregatte am 22. Mai 1982 durch argentinische Streitkräfteinheiten angegriffen und versenkt wurde. Als Kommandant ging er als letzter von Bord des Schiffes und wurde dafür mit dem Distinguished Service Cross (DSC) ausgezeichnet.
Nachdem er 1986 zum Kapitän zur See befördert worden war, übernahm er das Kommando über den Zerstörer HMS Bristol, der seit 1987 für die Ausbildung der Seekadetten des Britannia Royal Naval College genutzt wird und das bisherige Schulschiff HMS Kent ersetzte. Später war er drei Jahre lang Leiter des Marinenachrichtendienstes (Naval Intelligence) und absolvierte ferner einen Lehrgang am Royal College of Defence Studies (RCDS).

#### Aufstieg zum Admiral und Ersten Seelord
1994 wurde Alan West zum Konteradmiral befördert und übernahm als solcher als Nachfolger von Konteradmiral Malcolm Rutherford das Amt des Marinesekretärs (Naval Secretary). In dieser Funktion war er bis zu seiner Ablösung durch Konteradmiral Fabian Malbon verantwortlich für die Ernennung von Seeoffizieren und die Rekrutierung des Marinepersonals. Während seiner Amtszeit folgte die Verlegung des Marinesekretärsamtes von London nach Portsmouth. Im Februar 1996 wurde er stattdessen Commander United Kingdom Maritime Forces.
Nach seiner Beförderung zum Vizeadmiral im Oktober 1997 wurde West Nachfolger von John Foley als Chef des militärischen Nachrichtendienstes (Defence Intelligence Staff). Diese Funktion bekleidete er bis zu seiner Ablösung durch Air Marshal Joe French 2000. Während dieser Zeit wurde er im Jahr 2000 zum Knight Commander des Order of the Bath ernannt und führte seither den Namenszusatz „Sir“.
Kurz darauf erfolgte 2000 seine Beförderung zum Admiral. Als solcher wurde er Nachfolger von Admiral Nigel Essenhigh als Oberkommandierender der Flotte (Commander-in-Chief Fleet, CINCFLEET) und damit verantwortlich für Operationen, Materialbeschaffung und Training von Schiffen, Unterseebooten und Flugzeugen sowie das Marinepersonal.
Auf dieser Funktion wurde er 2002 von Admiral Jonathon Band abgelöst, während er selbst abermals als Nachfolger von Admiral Nigel Essenhigh Erster Seelord wurde und somit die ranghöchste Stellung in der Royal Navy bekleidete. 2004 wurde er zum Knight Grand Cross des Order of the Bath erhoben. Am 6. Februar 2006 trat er in den militärischen Ruhestand und übergab das Amt des Ersten Seelords erneut an Admiral Jonathon Band.

### Oberhausmitglied und „Juniorminister“
Nach seiner Versetzung in den Ruhestand wurde Sir Alan West am 28. Juni 2006 Kanzler der Southampton Solent University. Dieses Amt bekleidet er nach wie vor.
Am 9. Juli 2007 wurde er als Life Peer mit dem Titel Baron West of Spithead, of Seaview in the County of Isle of Wight, in den Adelsstand erhoben. Kurz darauf erfolgte seine Einführung (Introduction) als Mitglied des House of Lords; er gehört dort der Fraktion der Labour Party an.
Am 1. August 2007 wurde Lord West von Premierminister Gordon Brown zum Parlamentarischen Unterstaatssekretär im Innenministerium (Home Office) ernannt. Als solcher war er bis zur Niederlage der Labour Party bei den Unterhauswahlen am 6. Mai 2010 „Juniorminister“ für Sicherheit und Terrorismusbekämpfung.
Darüber hinaus engagiert er sich in mehreren Unternehmen der Privatwirtschaft und Institution wie zum Beispiel als Vorstandsvorsitzender des Sanierungsunternehmens Magic Industries Limited und strategischer Berater des Sicherheitsunternehmens Primetake plc. Lord West, der Trustee des Imperial War Museum ist, fungiert außerdem als Vorsitzender der Organisation für die berufliche Qualifikation von Kadetten (Cadet Vocational Qualification Organisation) und als Präsident des Merchant Navy Medal Fund.